# Сертойнс-Сеаренсис (мезорегион)

Сертойнс-Сеаренсис на карте.

Сертойнс-Сеаренсис (порт. Mesorregião dos Sertões Cearenses) — административно-статистический мезорегион в Бразилии, входит в штат Сеара. Население составляет 869 778 человек (на 2010 год). Площадь — 46 250,894 км². Плотность населения — 18,81 чел./км².

## Демография
Согласно сведениям, собранным в ходе переписи 2010 г. Национальным институтом географии и статистики (IBGE), население мезорегиона составляет:
| Полное население                            | Полное население                            | Полное население                            | Полное население                            | 869 778 |
| ------------------------------------------- | ------------------------------------------- | ------------------------------------------- | ------------------------------------------- | ------- |
| в том числе:                                | Городское население                         | 476 210                                     | Процент городского населения, %             | 54,75   |
|                                             | Сельское население                          | 393 568                                     | Процент сельского населения, %              | 45,25   |
|                                             | Мужское население                           | 431 307                                     | Процент мужского населения, %               | 49,59   |
|                                             | Женское население                           | 438 471                                     | Процент женского населения, %               | 50,41   |
| Плотность населения, чел/км²                | Плотность населения, чел/км²                | Плотность населения, чел/км²                | Плотность населения, чел/км²                | 18,81   |
| Население мезорегиона в % к населению штата | Население мезорегиона в % к населению штата | Население мезорегиона в % к населению штата | Население мезорегиона в % к населению штата | 10,29   |

## Статистика
- Валовой внутренний продукт на 2003 составляет 1 610 354 612,00 реалов (данные: Бразильский институт географии и статистики).
- Валовой внутренний продукт на душу населения на 2003 составляет 1942,10 реалов (данные: Бразильский институт географии и статистики).
- Индекс развития человеческого потенциала на 2000 составляет 0,628 (данные: Программа развития ООН).

## Состав мезорегиона
В мезорегион входят следующие микрорегионы:
1. Сертан-ди-Кратеус
2. Сертан-ди-Иньямунс
3. Сертан-ди-Кишерамобин
4. Сертан-ди-Сенадор-Помпеу